# Vileza moral
La vileza moral es un concepto jurídico en Estados Unidos y, antes de 1976, en Canadá, que se refiere a "un acto o comportamiento que viola gravemente el sentimiento o la norma aceptada por la comunidad". Este término aparece en la legislación estadounidense sobre inmigración a partir del siglo XIX.
El concepto de "vileza moral" puede escapar a una definición precisa, pero se ha descrito como un "acto de bajeza, vileza o depravación en los deberes privados y sociales que un hombre debe a sus semejantes, o a la sociedad en general, contrario a la norma aceptada y habitual de derecho y deber entre hombre y hombre".
La calificación de un delito u otra conducta como constitutiva de vileza moral tiene importancia en varios ámbitos del Derecho. En primer lugar, se considera que una condena previa por un delito de vileza moral (o, en algunas jurisdicciones, "conducta de vileza moral", incluso sin condena) influye en la honestidad de un testigo y puede utilizarse a efectos de impugnación de testigos. En segundo lugar, los delitos que implican vileza moral pueden ser motivo para denegar o revocar licencias profesionales estatales, como credenciales de enseñanza, solicitudes de notaría pública, licencias para ejercer la abogacía u otras profesiones autorizadas. En tercer lugar, el concepto es relevante en el derecho contractual , ya que los contratos de trabajo y los acuerdos de patrocinio a menudo contienen una cláusula de vileza moral que permite al patrocinador rescindir un contrato sin penalización si el empleado o patrocinado comete un acto de vileza moral. Qué tipo de actos constituyen "vileza moral" puede variar mucho en función de la situación y de las condiciones exactas del contrato, pero la cláusula suele invocarse en casos que implican un comportamiento claramente no delictivo y/o acusaciones para las que no hay pruebas suficientes para una condena (suponiendo que el presunto acto sea incluso un delito penal). En cuarto lugar, este concepto es de gran importancia a efectos de inmigración en Estados Unidos, Canadá (antes de 1976) y algunos otros países, ya que los delitos definidos como casos de vileza moral se consideran impedimentos para la inmigración a Estados Unidos.

## Ley de inmigración estadounidense
Una condena por un delito que implique depravación moral (CIMT) hace que una persona sea inadmisible en Estados Unidos en virtud de la sección 212(a)(2)(a)(i) de la INA (Ley de Inmigración y Nacionalidad). Existen excepciones a esta regla por delitos menores, pero estas excepciones no cambian el significado de la pregunta en el Programa de Exención de Visado o en el formulario de solicitud de visado, y no pueden ser autocertificadas. Una infracción de sustancias controladas hace que el extranjero sea inadmisible en los Estados Unidos en virtud de la sección 212(a)(2)(i)(II) de la INA. Se trata de dos secciones diferentes de la ley. Una violación de sustancias controladas es un CIMT. El procedimiento administrativo de inmigración no utiliza una violación de sustancias controladas como CIMT. La admisibilidad de un solicitante del programa de exención de visado se determina en el puerto de entrada y está sujeta a las secciones 212(a) y 217 de la INA.

### Programa de exención de visado
La segunda pregunta del documento I-94W para las personas que visitan EE. UU. en el marco del Programa de Exención de Visado es la siguiente:
¿Alguna vez ha sido arrestado o condenado por un delito o crimen que implique depravación moral o una violación relacionada con una sustancia controlada; o ha sido arrestado o condenado por dos o más delitos por los que la sentencia agregada a confinamiento fue de cinco años o más; o ha sido traficante de sustancias controladas; o está solicitando la entrada para participar en actividades criminales o inmorales?

El viajero recibe poca orientación sobre los delitos incluidos en la definición. Sin embargo, en el sitio web de la embajada de EE.UU. en Londres se indica que:
Los viajeros que hayan sido detenidos, aunque la detención no haya dado lugar a una condena penal, los que tengan antecedentes penales, (la Ley de Rehabilitación de Delincuentes no se aplica a la ley de visados de EE.UU.), ciertas enfermedades contagiosas graves, aquellos a los que se les haya denegado la admisión en Estados Unidos o hayan sido deportados de este país, o hayan permanecido previamente más tiempo del permitido en el VWP no podrán viajar sin visado en virtud del Programa de Exención de Visado.
Esto parece contradecir la pregunta del formulario I-94W y la información facilitada por el Departamento de Seguridad Interior de los EE.UU., ya que hay muchos delitos que no se considera que impliquen vileza moral.

### Orientaciones del gobierno de EE.UU. para determinar la vileza moral
Existe una definición de vileza moral a efectos de inmigración en el Manual de Asuntos Exteriores, disponible en el sitio web del Departamento de Estado de EE.UU. y en el sitio web de la Oficina de Publicaciones del Gobierno de EE.UU. (8 U.S.C. § 1251(a)(2)(A)(i)).
En el caso de delitos (o detenciones por sospecha de tales delitos) ocurridos fuera de los EE.UU., el delito definido localmente debe considerarse en relación con las definiciones de los EE.UU., y en tales casos, es la definición del delito (tal como se define en el país apropiado) la que se considera a efectos de inmigración, y no las circunstancias del caso real del individuo.
La cuestión de si un delito tipificado en una ley estatal constituye un delito que implique vileza moral a efectos de inmigración federal se decide estatuto por estatuto, ya que cada estatuto estatal puede abarcar una gama diferente de conductas, algunas de las cuales pueden no implicar necesariamente vileza moral con arreglo a la definición federal. Para un ejemplo de un estatuto penal que parece que categóricamente implicaría vileza moral, pero en realidad no lo hace porque el estatuto cubre algún comportamiento que no implica vileza moral, véase el caso del Noveno Circuito Castrijon-García v. Holder, No. 09-73756 (9th Cir. 2013) (secuestro simple bajo el Código Penal de California § 207(a) no es un delito categórico que implica vileza moral). A partir de Pereida v. Wilkinson (2021), recae en el inmigrante la carga de demostrar que un delito no es de vileza moral si busca una acción en virtud de las políticas de inmigración.
| Categoría                                                                     | Delitos de vileza moral | Delitos sin vileza moral |
| ----------------------------------------------------------------------------- | --- | --- |
| Delitos contra la propiedad                                                   | Fraude: - Realización de una falsa representación - Conocimiento de dicha falsa representación por parte del autor - Confianza en la falsa representación por parte de la persona defraudada - Intención de defraudar - El acto en sí de cometer fraude Mala intención: - Incendio provocado - Intimidación - Chantaje - Robo con allanamiento de morada - Malversación - Extorsión - Engaño - Falsificación - Latrocinio (mayor o menor) - Destrucción dolosa de bienes - Recepción de bienes robados a sabiendas - Robo - Hurto (cuando implica la intención de apropiación permanente) - Transporte de bienes robados (con conocimiento culpable) | - Dañar la propiedad privada (cuando no se requiere intención de dañar) - Allanamiento de morada (no requiere intención específica o implícita de cometer un delito que implique vileza moral) - Transmisión de cheques sin fondos (no se requiere intención de defraudar) - Posesión de bienes robados (si no es esencial el conocimiento culpable) - Conducción alegre (cuando no se requiere la intención de tomar permanentemente) - Delincuencia juvenil - Allanamiento de propiedad |
| Delitos cometidos contra la autoridad gubernamental                           | - Soborno - Falsificación - Fraude contra los ingresos u otras funciones gubernamentales - Fraude postal y electrónico - Perjurio - Acogida de un fugitivo de la justicia (con conocimiento de culpabilidad) - Evasión fiscal (intencionada) | - Infracciones del mercado negro - Quebrantamiento de la paz - Portar un arma oculta - Deserción de las Fuerzas Armadas - Conducta desordenada - Conducción ebria o temeraria - Conducir con el permiso suspendido o retirado - Conducir sin seguro - Embriaguez - Fuga de prisión - No presentarse al reclutamiento militar - Declaraciones falsas (que no constituyan perjurio ni impliquen fraude) - Infracciones dearmas de fuego - Infracciones en materia de juego - Infracciones en materia de inmigración - Infracciones relacionadas con el alcohol - Préstamos ilegales - Infracciones de lotería - Infracciones leves de tráfico - Explotación de una emisora de radio o televisión pirata - Posesión de herramientas de robo (sin intención de cometer robo) - Contrabando e infracciones aduaneras (sin intención de cometer fraude) - Evasión fiscal (sin intención de defraudar) - Vagancia |
| Delitos cometidos contra la persona, la relación familiar y la moral sexual   | - Abandono de un hijo menor de edad (si es intencionado y tiene como consecuencia el desamparo del menor) - Adulterio (véase INA 101** derogada por la Ley Pública 97-116) - Agresión (este delito se divide en varias categorías, que implican vileza moral): - Agresión con intención de matar, cometer violación, cometer robo o cometer daños corporales graves - Agresión con un arma peligrosa o mortal - Bigamia - Fraude de paternidad - Contribuir a la delincuencia de un menor (cuando sea sexual) - Indecencia grave - Incesto (si es el resultado de una relación sexual impropia) - Secuestro - Lascivia - Homicidio preterintencional: - Voluntario - Involuntario (cuando la ley exige la prueba de imprudencia temeraria, que se define como el conocimiento y la indiferencia consciente de un riesgo sustancial e injustificado que constituye una desviación flagrante de la norma que una persona razonable observaría en la situación. Una condena por el delito legal de homicidio vehicular u otro homicidio involuntario requiere sólo una muestra de negligencia no implicará vileza moral, incluso si parece que el acusado de hecho actuó imprudentemente) - Mayhem - Asesinato - Proxenetismo - Prostitución - Violación (incluido el "estupro" en virtud de la edad de la víctima) | - Agresión (simple) (cualquier agresión, que no requiere una mala intención o un motivo depravado, aunque puede implicar el uso de un arma, que no es peligrosa ni mortal) - Bastardía (el delito de engendrar un hijo bastardo) - Creación o mantenimiento de molestias (no es necesario saber que el local se utilizaba para la prostitución) - Incesto (cuando es resultado de un estado civil prohibido por la ley) - Homicidio involuntario (cuando el homicidio no es consecuencia de imprudencia temeraria) - Difamación - No registrarse como delincuente sexual - Envío de una carta obscena - Violación de la Ley Mann (sin coacción) - Disturbios - Acoso sexual - Suicidio (tentativa) |
| Tentativa, complicidad, encubrimiento y conspiración                          | - Tentativa de cometer un delito que entrañe vileza moral - Complicidad en la comisión de un delito que se considere que entraña vileza moral - Ser cómplice (antes o después de los hechos) en la comisión de un delito que se considere que entraña vileza moral - Participar en una conspiración (o intentar participar en una conspiración) para cometer un delito que implique vileza moral cuando la tentativa de delito constituya en sí misma vileza moral. | NO APLICABLE |
| Del Manual de Asuntos Exteriores del Departamento de Estado de Estados Unidos | | |

## American Bar y DUI
Un arresto o condena por conducir bajo los efectos del alcohol no es necesariamente una razón para denegar la entrada en la facultad de derecho o en el colegio de abogados. Sin embargo, la honestidad durante las solicitudes de ingreso en la facultad de derecho o para presentarse al colegio de abogados es importante, ya que habla del carácter del solicitante. A los ojos de muchos comités de admisión, encubrir una actividad delictiva pasada es un delito más grave que el propio delito.
Aunque cada estado es diferente, la mayoría de ellos consideran la reincidencia en el consumo de sustancias como prueba de vileza moral.[cita requerida] El consumo de sustancias, en general, es un problema grave dentro de la profesión jurídica, y el consumo de sustancias afecta a los abogados casi al doble que a la población general. En un alto porcentaje de casos en los que se suspendió o inhabilitó a un abogado, éste tenía problemas con el consumo de sustancias.
En 2011, el Tribunal Supremo de Georgia denegó a dos licenciados en Derecho la posibilidad de presentarse al examen de acceso a la abogacía del Estado, en parte porque no habían revelado todos sus antecedentes penales en sus solicitudes de admisión a la facultad. John Payne, de 57 años, reveló todos sus antecedentes penales al colegio de abogados del estado, pero no informó a la Universidad del Sur de Illinois sobre parte de su historial de conducción bajo los efectos del alcohol. Tenía seis condenas por conducir ebrio, así como otras condenas por delitos graves y leves, que abarcaban desde su juventud hasta mediados de los 40. Roy Yunker Jr., de 40 años, no comunicó los diversos delitos de conducción bajo los efectos del alcohol ni a la Facultad de Derecho John Marshall, donde se doctoró, ni al Colegio de Abogados del Estado de Georgia.

## Legislación electoral de los Estados Unidos
Algunos estados de EE.UU., como Georgia y Alabama, tienen o han tenido leyes que impiden votar a los delincuentes condenados por delitos de vileza moral. En al menos un caso, el Tribunal Supremo de EE.UU. anuló una ley de este tipo por tener sus raíces en la supremacía blanca de la época de la Reconstrucción. Sin embargo, las leyes electorales que implican vileza moral siguen vigentes tanto en Georgia como en Alabama. La definición de vileza moral ha variado en los distintos estados y en épocas diferentes. En Georgia, todos los delitos graves se consideran delitos de vileza moral. En Alabama, este también era el caso anteriormente, pero en 2017 la restricción se relajó lo suficiente como para que algunos delitos más leves, como la posesión de drogas, ya no se consideraran delitos que implican vileza moral.